# هيموفيليا أ
هيموفيليا أ (بالإنجليزية: Haemophilia A)‏ هو نقص وراثي في عامل التخثر الثامن، مما يسبب زيادة النزف، وعادة ما يصيب الذكور. ويتم توارثه في معظم الحالات باعتباره سمة متنحية مرتبطة بالكروموسوم X، على الرغم من أن هناك حالات تنشأ عن الطفرات العفوية.
ويمكن استخدام العامل الثامن كدواء لعلاج ومنع النزيف لدى الأشخاص المصابين بالهيموفيليا أ.

## العلامات والأعراض
من حيث أعراض الهيموفيليا أ، فهناك نوبات نزيف داخلي أو خارجي. ويعاني الأفراد المصابون بالهيموفيليا الشديدة من نزيف أكثر حدة وتكرارا، في حين يعاني الآخرون المصابون بالهيموفيليا البسيطة من أعراض طفيفة باستثناء بعد الجراحة أو الرضة الخطيرة. بينما الهيموفيليا المعتدلة لها أعراض متفاوتة بين الأشكال الشديدة والبسيطة.

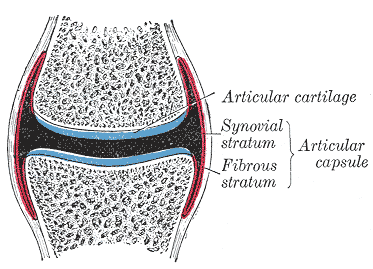
محفظة مفصلية

النزيف المطول من الوخز بالإبر هو علامة أخرى شائعة ومبكرة للهيموفيليا، وقد تؤدي هذه العلامات إلى القيام باختبارات الدم التي تشير إلى الهيموفيليا. في أشخاص آخرين، وخاصة أولئك الذين يعانون من الهيموفيليا البسيطة أو المعتدلة، قد تؤدي أي رضة إلى أول نزيف خطير. وتسبب الهيموفيليا زيادة شديدة في خطر النزف لفترات طويلة بعد الإصابات الشائعة، وقد يكون النزيف عفوي وبدون سبب واضح في الحالات الشديدة. وقد يحدث النزف في أي مكان في الجسم، ويطول زمن النزف السطحي مثل ذلك الذي تسببه السحجات أو التمزقات السطحية، ويمكن تكسير قشرة التئام الجرح بسهولة بسبب نقص الفيبرين، مما قد يسبب إعادة النزف. ومن الأماكن الأكثر خطورة للنزف:
- المفاصل
- العضلات
- الجهاز الهضمي
- الدماغ

يدل النزف العضلي ونزف المفاصل (تدمي المفصل) على الهيموفيليا، في حين أن نزف الجهاز الهضمي والنزيف الدماغي يكون ذات صلة باضطرابات التخثر الأخرى. وعلى الرغم من أن النزف المفصلي ليس مهددا للحياة، إلا أنه من أخطر أعراض الهيموفيليا. فقد يسبب النزيف المتكرر في محفظة المفصل تلف دائم وتشوه للمفصل، مما يؤدي إلى التهاب المفاصل المزمن والعجز. لا يحدث تلف المفصل نتيجة وجود دم في المحفظة، ولكن بسبب عملية الالتئام. عندما يتم تكسير الدم الموجود في المفصل بواسطة إنزيمات الجسم، يتم أيضا تكسير العظام في تلك المنطقة، مما يسبب الكثير من الألم للشخص المصاب بالمرض.

### المضاعفات
أحد المعضلات العلاجية هو تطوير الأجسام المضادة المثبطة ضد العامل الثامن بسبب الضخ المتكرر. وتتطور هذه الأجسام المضادة بسبب أن الجسم يتعرف على «العامل الثامن الطبيعي» كجسم غريب؛ لأن الجسم ليس لديه نسخة خاصة به. وتكمن المشكلة في هؤلاء الأفراد أن ضخ العامل الثامن يكون غير فعال. ويصبح العامل السابع الذي يتم تنشيطه حديثا متاحا لعلاج النزف لدى الأفراد الذين يعانون من الهيموفيليا ومثبطات العوامل.

## علم الوراثة

وراثة صفة متنحية مرتبطة بالكرموسوم X

تورث هيموفيليا أ كصفة متنحية مرتبطة بالكروموسوم X، وتحدث في الذكور وفي الإناث متماثلة الزيجوت (تحدث فقط في ذرية الإناث الحاملة للمرض والذكور المصابة). ومن المعروف أن هيموفيليا أ البسيطة تحدث في الإناث فردانية الزيجوت بسبب تعطيل الكروموسوم X، لذلك فمن المستحسن قياس مستويات العامل الثامن والتاسع في جميع حاملات المرض المعروفة أو المحتملة قبل الجراحة وفي حالة النزيف الشديد إكلينيكيا.
يصاب حوالي 5-10٪ من الأشخاص بهيموفيليا أ؛ بسبب امتلاكهم نسخة مختلة من بروتين العامل الثامن، في حين أن الباقي يصابون؛ لأنهم ينتجون العامل الثامن بكميات غير كافية (نقص كمي). ومن بين أولئك الذين يعانون من نقص حاد بسبب نشاط 1٪ فقط من العامل الثامن، يمتلك 45-50٪ منهم نفس الطفرة، وهي الانعكاس داخل جين العامل الثامن، الذي يؤدي إلى الحد على إنتاج البروتين.
وبما أن كلا من أشكال الهيموفيليا يمكن أن تكون ناجمة عن مجموعة متنوعة من الطفرات المختلفة، فإن التشخيص الأولي والتصنيف يتم عن طريق قياس نشاط البروتين بدلا من الاختبارات الجينية، على الرغم من أن الاختبارات الجينية يوصى بها لاختبار أفراد الأسرة في حالة معرفة إصابة أحدهم بالهيموفيليا. حوالي 30٪ من المرضى ليس لديهم تاريخ عائلي للمرض، ومن المفترض أن يكون مرضهم نتيجة طفرات جديدة.

## التشخيص

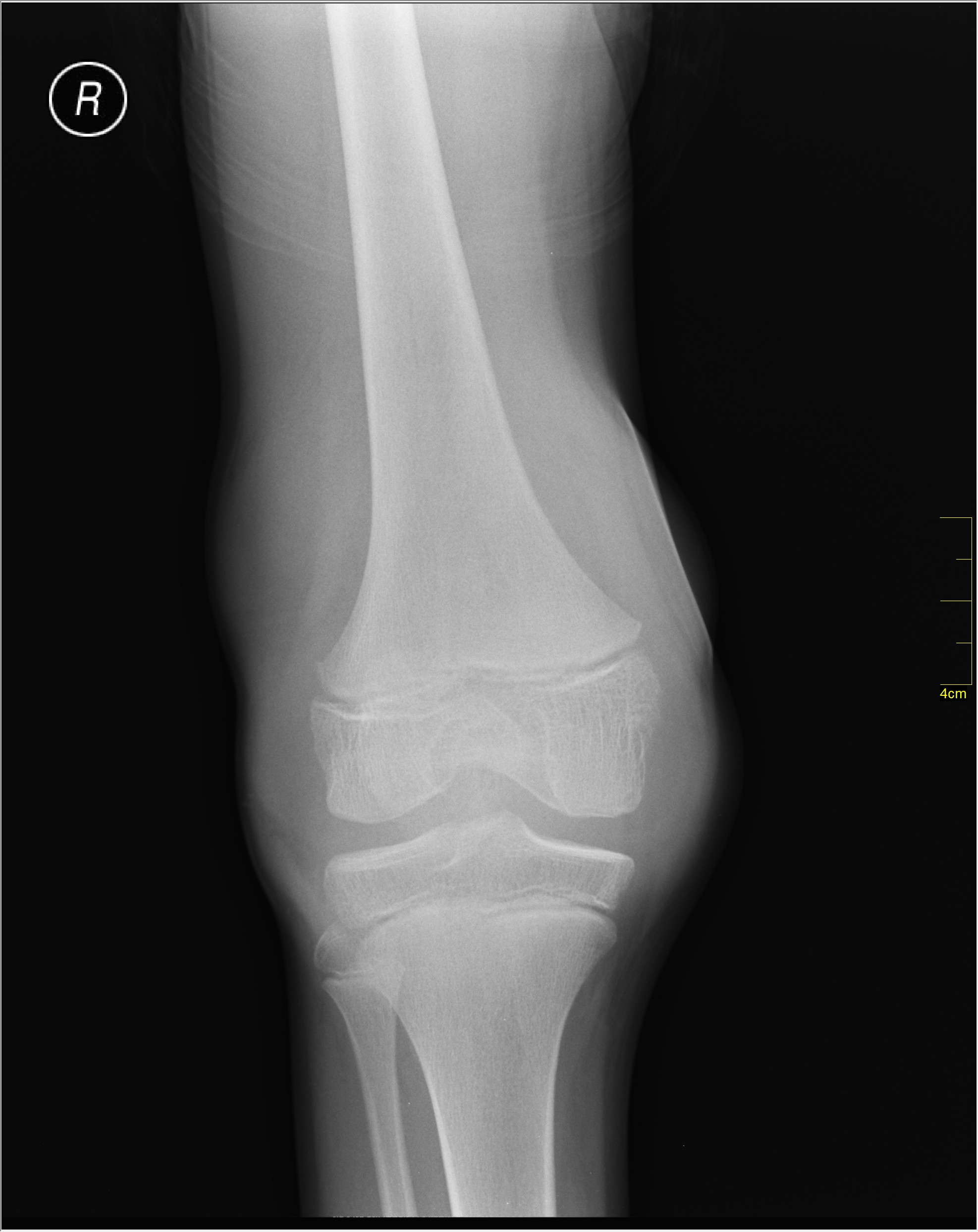
أشعة سينية لالتهاب المفصل النزفي

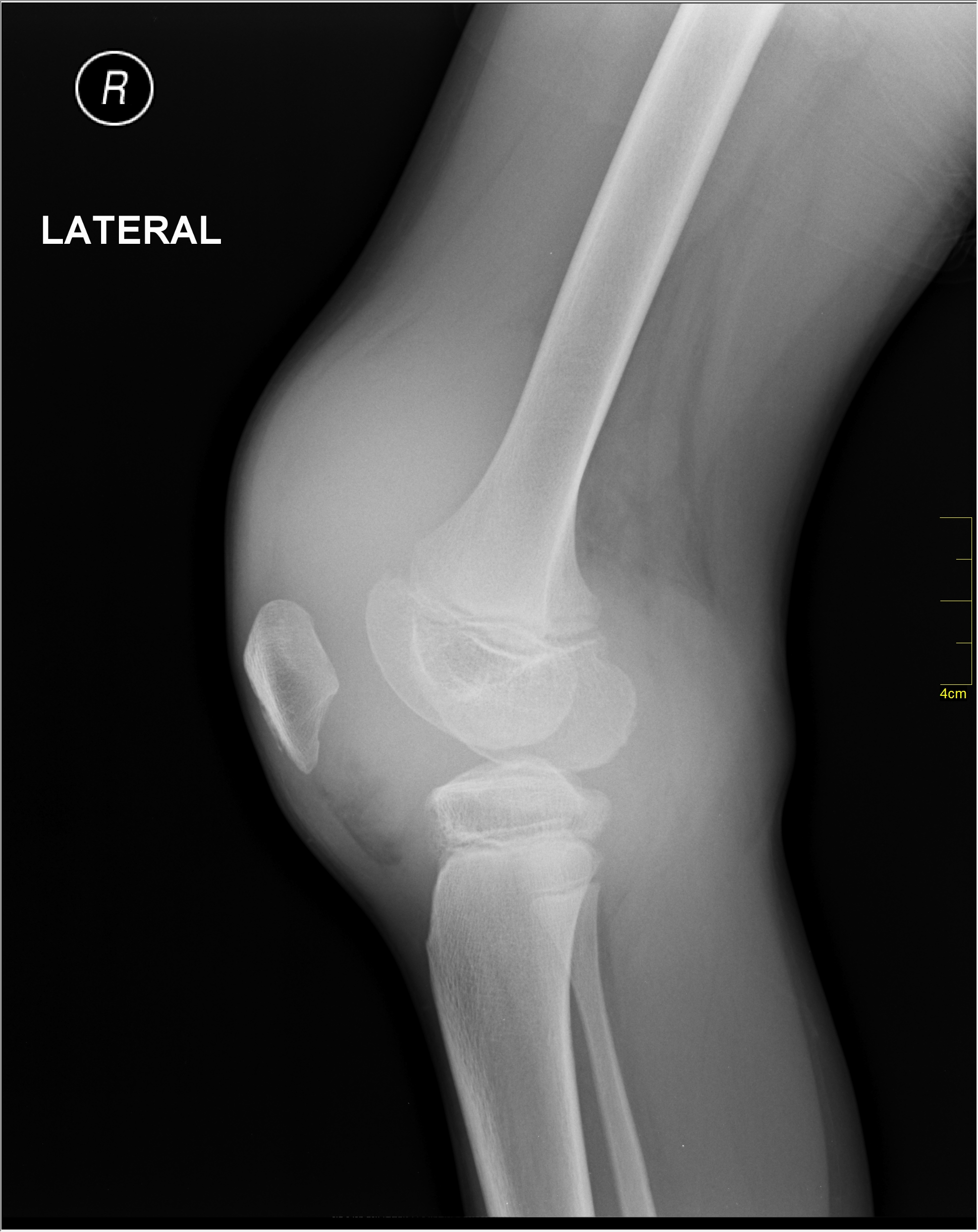
منظر جانبي لالتهاب المفصل النزفي

قد يشتبه في تشخيص هيموفيليا أ عندما يكشف اختبار التخثر عن زيادة زمن الثرمبوبلاستين الجزئي مع زمن البروثرومبين الطبيعي وزمن النزف الطبيعي. اختبار زمن الثرومبوبلاستين الجزئي هو أول اختبار دم يتم عمله عند الاشتباه في الهيموفيليا. ويتم التشخيص بوجود مستويات منخفضة جدا من العامل الثامن. وعادة ما يكون التاريخ العائلي للمرض موجودا، وإن لم يكن ضروريا. وفي الآونة الأخيرة، يتم إجراء الاختبارات الجينية المتاحة لتحديد نسبة خطر إصابة الفرد بالهيموفيليا. ويشمل تشخيص هيموفيليا أ أيضا مستوى الشدة، التي يمكن أن تتراوح من بسيطة إلى شديدة استنادا إلى كمية العامل النشط والعامل الموجود في الدم. ولا تتغير مستويات العامل الثامن عادة خلال حياة الفرد. هيموفيليا أ الشديدة هي الشكل الأكثر شيوعا الذي يحدث في غالبية الأشخاص المتضررين. وغالبا ما يعاني الأفراد المصابون بالهيموفيليا البسيطة من نوبات نزيف قليلة أو من عدم وجود نوبات نزيف إلا في حالة الرضة الخطيرة، مثلما يحدث مع خلع الأسنان أو الجراحة.

### الخطورة
هناك العديد من الطفرات المختلفة التي تسبب هيموفيليا أ. وبسبب الاختلافات في التغيرات في الجين المعني (والبروتين الناتج)، فغالبا ما يكون لدى الأفراد الذين يعانون من الهيموفيليا مستوى ما من عامل التخثر النشط. ويصنف الأفراد الذين لديهم نسبة العامل النشط أقل من 1٪ على أنهم يعانون من الهيموفيليا الشديدة، والذين لديهم عامل نشط بنسبة 1-5٪ لديهم هيموفيليا معتدلة، والذين يعانون من هيموفيليا بسيطة لديهم ما بين 5-40٪ من المستويات الطبيعية لعامل التخثر النشط.

### التشخيص التفريقي
هناك اثنان من التشخيصات التفريقية الأكثر شيوعا وهما هيموفيليا ب (وهو نقص في العامل التاسع)، ومرض فون ويلبراند (وهو نقص في عامل فون ويل براند اللازم لسلامة عمل العامل الثامن)، كما تعتبر الهيموفيليا ج أيضا واحدة من التشخيصات التفريقية.

## العلاج

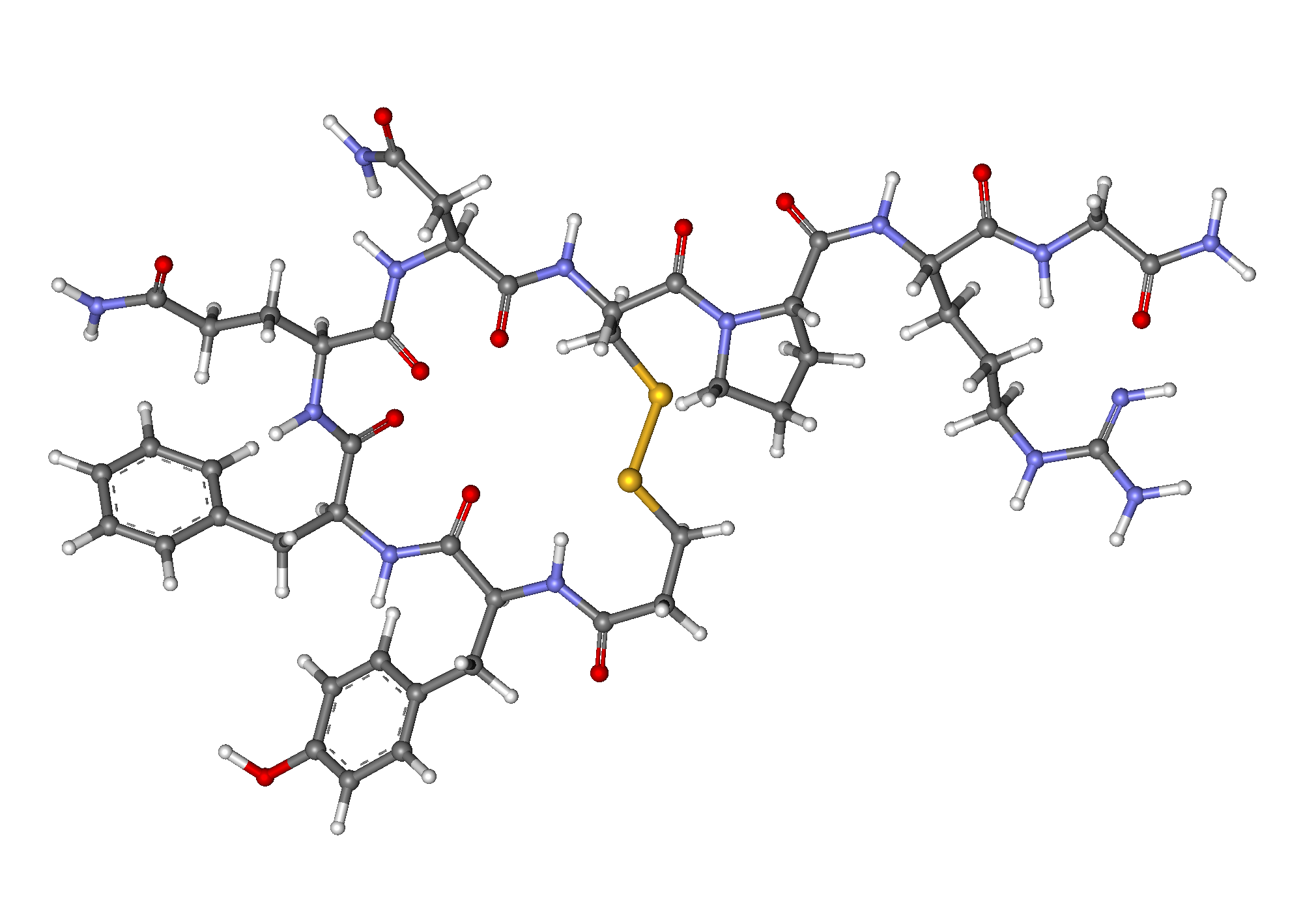
ديزموبريسين

فيما يتعلق بمعالجة هذا الاضطراب الوراثي، فإن معظم الأفراد الذين يعانون من الهيموفيليا الشديدة يحتاجون إلى مكملات منتظمة مع العامل الثامن معاد التركيب أو مركز من البلازما عن طريق الوريد. ونظام العلاج الوقائي متغير للغاية ومحدد بشكل فردي. وفي الأطفال، يمكن الوصول إلى مدخل سهل للوريد لتقليل القنية المتكررة فيه. وقد جعلت هذه الوسائل الوقاية في الهيموفيليا أسهل بكثير للأسر؛ للحد من مشاكل العثور على الوريد للضخ عدة مرات في الأسبوع. ومع ذلك، هناك مخاطر تنطوي على استخدامها، والأكثر إثارة للقلق هو العدوى، فالدراسات تختلف ولكن بعضها يبين أن معدلات العدوى عالية. وعادة يمكن علاج هذه العدوى بالمضادات الحيوية في الوريد، ولكن في بعض الأحيان يجب إزالة الجهاز، وهناك أيضا دراسات أخرى تظهر خطر تكون الجلطات في طرف القسطرة. ويعالج بعض الأفراد الذين يعانون من هيموفيليا شديدة ومعظم المصابين بهيموفيليا معتدلة وبسيطة فقط حسب الحاجة بدون جدول وقائي منتظم. وغالبا ما يُعالَج المصابون بهيموفيليا بسيطة في كثير من الأحيان بالدزموبريسين، الذي يطلق العامل الثامن المخزَن من جدران الأوعية الدموية.

### العلاج الجيني
في كانون الأول/ ديسمبر 2017، أفادت التقارير بأن الأطباء استخدموا شكلا جديدا من أشكال العلاج الجيني لعلاج هيموفيليا أ.

## توقع سير المرض
قد اتبعت دراستان هولنديتان مرضى الهيموفيليا لعدة سنوات. ووجدت كلتا الدراستين أن العدوى الفيروسية شائعة في الهيموفيليا؛ بسبب عمليات نقل الدم المتكررة التي تعرضهم لخطر الإصابة بالعدوى المنقولة بالدم، مثل فيروس نقص المناعة البشرية والتهاب الكبد C. وفي آخر دراسة تابعت المرضى من عام 1992 إلى عام 2001، كان متوسط العمر المتوقع للذكور 59 عاما. وإذا استُبعدت الحالات المعروفة بالإصابة الفيروسية، كان متوسط العمر المتوقع 72 عاما، وهو قريب من متوسط عمر عامة السكان. توفي 26٪ من الحالات من الإيدز، و22٪ من التهاب الكبد C.

## وبائيات
تحدث الهيموفيليا أ في حوالي 1 لكل 5000 ذكر، في حين أن نسبة الإصابة بالهيموفيليا ب هي 1 لكل 30,000 ذكر، 85٪ منهم لديهم الهيموفيليا أ و15٪ لديهم الهيموفيليا ب.